# Громова, Нина Георгиевна
Нина Георгиевна Гро́мова (Байско́ва) (30 января 1922, Семипалатинск, Киргизская АССР — 28 января 2019, Москва) — советская спортсменка (конный спорт), заслуженный мастер спорта России, неоднократный призёр, рекордсменка и чемпион СССР в целом ряде видов конного спорта (как в командном, так и в личном первенстве), автор действующих до сих пор рекордов в стипль-чезе, член Олимпийской сборной СССР на летних Олимпийских Играх 1956 года в Стокгольме (резерв), тренер юношеской сборной Белорусской ССР и взрослой команды Литовской ССР по выездке, первый представитель СССР в Международной Федерации конного спорта FEI (1968—1972), почётный президент Федерации конного спорта России (2016); ветеран-участник Великой Отечественной войны, военный переводчик, член делегации СССР на первой сессии Совета безопасности ООН в Лондоне, преподаватель, радиожурналист.
Скончалась 28 января 2019 года на 97-м году жизни. Похоронена на Новодевичьем кладбище города Москвы рядом с мужем — генерал-полковником авиации Михаилом Михайловичем Громовым.

## Биография

### Детство и юность
Нина Громова родилась в семье военнослужащего. Все детство провела в разъездах с родителями по Западной Сибири.
За 10 лет учёбы сменила 7 школ. Пошла в школу в 1 класс в 1930 году в Прокопьевске (Кузбасс) и в 1940 году окончила 10 класс в Калинине. В Калинине, будучи ученицей 9-го класса, поступила в конноспортивную секцию ДСО «Спартак», где обучалась фехтованию, вольтижировке, а позже конкуру под руководством Ивана Петровича Зотова.
В 1940 году по окончании школы с родителями уехала в Ростов-на-Дону, где в конноспортивной школе «Спартак» освоила основы высшей школы верховой езды под руководством полковника Мезенцева. Помимо этого, руководитель школы научил Громову рубке лозы шашкой. В Ростове-на-Дону выполнила норматив 1-го разряда по конному спорту (конкур).

### Учёба и военные годы
Окончив школу с золотой медалью, Нина Громова поступила в Московский авиационный институт (МАИ) и переехала в Москву. С началом Великой Отечественной войны, будучи студенткой МАИ, участвовала в строительстве оборонных сооружений на дальних подступах к Москве (фронтовая полоса за Брянском), была донором в Боткинской больнице, работала на Химкинском авиазаводе, где проводился ремонт повреждённых на фронте самолётов Ил-2.
В 1942 году вслед за эвакуированным МАИ отправилась в Алма-Ату, где прошла курсы медсестёр для отправки на фронт. Во время практики была приглашена на собеседование в комиссию по отбору кандидатов в курсанты Военного института иностранных языков. Прошла строгий отбор и была командирована для обучения в Куйбышев на отделение английского языка. В мае 1942 года призвана в армию в качестве курсанта. После двух лет напряжённой учёбы она получила назначение в Генеральный штаб Вооружённых сил СССР (в управление Внешних сношений), в котором проработала военным переводчиком до декабря 1947 года.
1946 год (январь-апрель) — в составе военно-правительственной делегации СССР работала переводчиком в Военно-штабном комитете Совета Безопасности ООН на I-й сессии Совета в Лондоне. В 1946 году получила диплом военного переводчика 1-го разряда в Военном институте иностранных языков Красной Армии, сдав государственные экзамены экстерном.
Позже работала преподавателем английского языка в Московском институте стали и сплавов (МИСиС).

### Театральная и культурная деятельность
В 1940 году после поступления в МАИ, Нина Громова обратилась с вопросом о зачислении в московскую конноспортивную школу ДСО «Спартак».
Получив отказ в силу возраста (приоритет отдавался юным спортсменам) и не имея связей в кругах московских конников, она стала увлекаться театром. Сдав экзамен в драмкружок МАИ, где конкурс составлял 8 человек на место, Громова поступила в труппу, где тогда играл кинорежиссёр Юрий Павлович Егоров.
Играла в множестве пьес, в том числе в «Истории одной любви» и «Парень из нашего города» Константина Симонова, «Без вины виноватые» А. Н. Островского.
В 1945 году, будучи в армии, работала в чтецком коллективе клуба Московского военного округа. Принимала участие в концерте в Кремлёвском театре (на территории Московского Кремля).
В 1960 году окончила курсы радиожурналистов при Госрадиокомитете, а затем стала выступать в кружке художественного слова в Московском Доме учёных под руководством режиссёра Елизаветы Яковлевны Эфрон, а позднее Татьяны Васильевны Девлишевой.
С 1961 года по декабрь 1976 года преподавала английский язык в МИСиС, в котором вела большую общественную работу: вместе с пятью коллегами создала Университет культуры, в котором возглавила факультет изобразительных искусств.

### Личная жизнь
Супруг — генерал-полковник авиации Михаил Михайлович Громов, именем которого назван Лётно-исследовательский институт. Они встретились после войны, их объединяли многие интересы — литература, музыка, но самое главное — увлечение конным спортом.
Это был человек с аналитическим складом ума. Но он отлично знал не только самолёты. Любя лошадь, он был знаком со всеми выдающимися наездниками, жокеями, тренерами на ипподроме. Сам участвовал в рысистых заездах под фамилией Михайлов (фамилия Громов была слишком узнаваема). Любовь к лошадям у Михаила Михайловича тоже с детства. Но встреча со мной, видимо, натолкнула его на изучение процесса подготовки лошади к самому сложному и наиболее опасному виду конного спорта — стипль-чезу (скачки с препятствиями). Он разработал новый вид тренировки лошади, а я оправдала его правильный научно-обоснованный подход на практике.— из воспоминаний Н. Г. Громовой

## Конный спорт
В 1946 году в Генеральном штабе Вооружённых Сил СССР начальник отдела, бывший кавалерист, генерал-майор М. П. Кутузов рекомендовал Громовой Краснознаменную Высшую кавалерийскую школу (КВОКШ) на Хамовническом валу, которой командовал генерал-лейтенант В. В. Крюков. Первое же занятие в КВОКШе во взводе Николая Шеленкова совпало с визитом в школу делегации во главе с С. М. Будённым, который запретил принимать женщину в кавалерийское учреждение.
Нина Георгиевна поступила в ДСО «Пищевик», где начала тренироваться под руководством Елиазара Львовича Левина и Александра Григорьевича Таманова и приносить победы в конкуре и конном троеборье на легендарных лошадях Фиде́лио и Боржо́м. 9 мая 1947 года на Центральном Московском ипподроме Громова впервые выступала на Фиделио и выиграла конкур в честь Победы в Великой Отечественной войны.
В 1947 году Громова на Фиделио стала чемпионкой Москвы по троеборью.
В сентябре 1947 года Громова на Фиделио — третий призёр лично-командного первенства СССР по многоборью, чемпионка в общекомандном зачёте — команда Москвы (III Всесоюзные конноспортивные состязания).
В 1949 году Громова — третий призёр лично-командного первенства СССР по преодолению препятствий «Высший класс», чемпионка в общекомандном зачёте — команда ВВС (V Всесоюзные конноспортивные состязания).
В марте 1949 года Громову пригласили в команду ВВС, руководителем которой стал Василий Иосифович Сталин. Старший тренер команды ВВС Игорь Яковлевич Коврига определил под седло Громовой рысака по кличке Барка́с, на котором Громова выиграла первый конкур среди женщин на соревнованиях в честь открытия манежа ВВС. В конце 1949 года И. Я. Коврига стал настаивать, чтобы Громова забрала из «Пищевика» чистокровную Ди́ду, а Баркаса отдала другому спортсмену ВВС. В ответ на это Громова подала заявление на имя В. И. Сталина с просьбой отчислить её из команды ВВС. Громова вернулась в «Пищевик» и села на Диду, взяв также Боржома, а позже Танкетку под седло для выступлений в конкуре. В 1950 году на зимнем первенстве Москвы Громова на Боржоме стала победительницей в составе команды ДСО «Пищевик», выступая в конкуре «Высший класс».
В 1950 и 1951 годах Громова на Боржоме стала вице-чемпионкой СССР по конкуру, уступив лишь Г. И. Гвоздевой на Всесоюзных соревнованиях по конному спорту в конкуре среди женщин («Высший класс»).
В 1950 году — чемпионка СССР в стипль-чезе на 6000 м и среди мужчин, и среди женщин (VI Всесоюзные конноспортивные состязания). Её рекорд, установленный на этих соревнованиях, — 7 минут 47,7 сек. остался не превзойдённым и послужил возникновению шутливого прозвища спортсменки: долгое время её в шутку называли «7.47,7».
В 1951 году Громова на Диде — чемпионка СССР в стипль-чезе на 4000 м, чемпионка СССР в многоборье среди женщин (VII Всесоюзные конно-спортивные состязания).
В 1951 году Громовой, как единственной в стране рекордсменке в стипль-чезах, предложили заполнить документы на присвоение звания «Заслуженный мастер спорта СССР». Спустя год Громова получила отказ под предлогом «неудачного выступления команды конного спорта на Олимпиаде в Хельсинки», несмотря на то, что Громовой в команде не было и не могло быть — на тот момент на Олимпиаду по конному спорту от СССР отбирались только мужчины.
В 1952 году Громова на Диде празднует победу на первенстве СССР по выездке (Малый приз).
В 1952 году в составе команды ДСО «Пищевик» Громова на Танкетке — победительница командного первенства СССР, вице-чемпионка личного первенства СССР по конкуру «Высший класс» среди женщин на стадионе «Юных пионеров» в Москве.
В 1953 году на Танкетке завоевала бронзу на международных соревнованиях по конкуру в составе сборной СССР в Румынии.
В том же году она стала чемпионкой командного первенства СССР (преодоление препятствий на Кубок СССР) в составе команды ДСО «Пищевик» и вице-чемпионкой личного первенства СССР по конкуру.
В 1955 году Громова на Диде становится вторым призёром чемпионата России по выездке (Большой приз).
С 1956 года входит в состав олимпийской сборной СССР как третий призёр чемпионата страны по выездке (Большой приз).
С 1956 по 1960 год член основного состава сборной команды СССР по выездке.
1957 год — в составе сборной СССР выступает на международных соревнованиях в Лейпциге.
1960 год Громова вошла в тройку лучших спортсменов по выездке в СССР (Громова, Филатов, Второв).

#### Дида
В 1944 году чистокровную Ди́ду привезли на Центральный Московский ипподром в числе трофейных лошадей.
«Высокая (по тем временам — 164 см в холке), костлявая (кожа и кости), с длинной шеей, большими ушами и печальными глубоко запавшими глазами Дида не привлекала внимания даже знатоков. Тем не менее, присутствовавший на знакомстве с прибывшими из Германии трофейными лошадьми Громов, Михаил Михайлович[уточнить] свой взгляд остановил именно на этой невзрачной с тусклой шерстью двухлетке».— Громова Н. Г. Лошади и моя судьба
Спустя несколько лет после тренинга в скаковой конюшне А. Лакса Дида попала под седло Громовой. Дида показала себя чрезвычайно нервной и пугливой, и Громова отказалась от работы с ней в пользу успешного в спорте Фиделио. Диду начал работать Пётр Семенович Волковский. В 1948 году Волковский выиграл на Диде барьерную скачку на 2000 м для чистокровных лошадей (2.28,2).
В конце 1949 года после возвращения Громовой в «Пищевик» из команды ВВС, Дида снова попала под её седло. Громова стала работать Диду под стипль-чезы и многоборье. Выездку троеборной лошади Громовой и Диде преподавал Иван Акимович Жердев.
1950 год — в многоборье на Планерной Громова на Диде одержала победу в манежной езде, в кроссе и конкуре. Во время очередной тренировки перед стипль-чезом трагически погиб один из спортсменов, и ради сохранения команды кто-то должен был его заменить. Тренерский совет решил, что самой подготовленной к стипль-чезу лошадью была Дида, но Всесоюзные Правила не допускали участие женщин в стипль-чезах. Громова категорически отказалась давать Диду другому спортсмену и, подписав заявление о личной ответственности за любые последствия, получила разрешение Главной судейской коллегии выступать на равных с мужчинами — впервые в истории СССР.
В первом стипль-чезе с дистанцией 6000 км никто не воспринимал Диду и Громову как серьёзного соперника, однако пара одержала победу с рекордным результатом 7.47,7, который остался непревзойдённым по сей день. После этого стипль-чеза Дида выросла в глазах знатоков до уровня высокого стайерского класса.
В 1951 году Громова на Диде одержала победу в стипль-чезе на 4000 м с новым рекордом — 4.47,5.
В 1951 году Громова выиграла на Диде ещё один стипль-чез на 4000 м в рамках Всесоюзных соревнований.
После серьёзной травмы сухожилия и долгого, но удачного лечения было принято решение работать 8-летнюю Диду под выездку. Пара добилась права тренироваться на базе ЦСКА под руководством Ивана Михайловича Белякова, и на зимнем Первенстве Москвы Нина Громова и Дида одержали победу в Малом призе.
Летом 1953 года на Всесоюзных соревнованиях в Ростове-на-Дону Громова на Диде победила в Малом призе в общем зачёте с мужчинами. Согласно Правилам, победитель Малого приза на Первенстве СССР на следующий год должен был выступать в Большом призе. Под руководством Ивана Михайловича Чалого и при помощи Николая Алексеевича Ситько к лету 1954 года Громова и Дида оттачивают все элементы Большого приза и получают приглашение в Сборную СССР.
В 1955 году Дида под седлом Громовой становится вторым призёром чемпионата России по выездке (Большой приз).
С 1956 года Н. Г. Громова входит в состав олимпийской сборной СССР как третий призёр чемпионата страны по выездке (Большой приз).
В составе Олимпийской команды под руководством Григория Терентьевича Анастасьева спортсмены тренировались к Олимпиаде 1956 года парами: Второв с Ситько, Громова с Филатовым.
31 июля 1956 года на открытии Лужников спортсменов-конников пригласили выступить на футбольном поле, среди них была и Громова на Диде.
В 1956 году Громова на Диде стала единственной женщиной в составе сборной команды СССР по выездке на Олимпиаде в Стокгольме — С. Филатов на Ингасе, А. Второв на Репертуаре, Н. Ситько на Скачке и Н. Громова на Диде. Громову определили в резерв команды.
В 1957 году Громова на Диде выступает в составе сборной СССР на международных соревнованиях в Лейпциге.
Перед Олимпиадой 1960 года в Риме Громова на Диде была ведущей всадницей ДСО «Пищевик» и входила в тройку лучших спортсменов выездки в СССР (Громова, Филатов, Второв). Несмотря на то, что спортсменке с такими результатами было «гарантировано» место в олимпийской сборной, Громова была вынуждена уйти из спорта и переехать с Дидой за город на дачу в связи с обострившейся обстановкой в семье после ухода в отставку М. М. Громова.
По завершении спортивной карьеры Дида была определена в матки в Прилепский конный завод (Тульская область), после чего пропала из вида семьи Громовых. В связи с тем, что законодательство не предполагало содержание частных лошадей в государственном заводе, Диду пришлось передать в собственность Прилепскому конному заводу, руководство которого распорядилось кобылой по своему усмотрению, не посчитав необходимым уведомить о перепродаже прежних владельцев. Лишь спустя несколько лет Громовым удалось найти и забрать кобылу на заслуженную пенсию.
Дида пала 11 ноября 1971 года от конского гриппа, не дожив двух месяцев до 28 лет.

#### Тренерская работа
В 60-е годы XX века Нина Громова работала тренером в ДСО «Пищевик», где в конкурной группе подрастали такие ныне известные спортсмены как Олег Оводов, Олег Мартемьянов и др.
После «Пищевика» Нина Громова стала работать тренером в ДСО «Урожай», где по инициативе Лии Васильевны Кржицкой впервые в СССР были набраны группы учеников младшего возраста — 11-12 лет вместо положенных 14-15. Нина Георгиевна сочетала тренировки с лекциями об истории лошади, истории конного спорта в СССР и в мире, об организации и проведении соревнований, — лекции читались во время шаговых репризов.
В 1977 году по приглашению Виктора Угрюмова Н. Громова переехала в Ратомку (Беларусь), получив должность тренера национальной сборной. В том же году в СССР состоялись Первые Всероссийские юношеские соревнования, на которых сборная БССР под руководством Громовой и Угрюмова заняла 1 место в выездке.
Громова никогда не отказывала спортсменам в просьбах помочь в работе с перспективной лошадью. Среди всадников, получивших тренерские советы Громовой, были Нина Менькова на Диксоне, Татьяна Ушакова, Людмила Аминева на Эрбите и др.
В 1980-е годы на соревнованиях в КСК «Битца» Громова познакомилась с литовской всадницей Лаймой Шелалене. По приглашению Лаймы Громова стала тренировать команду Литвы во время пребывания в Москве, а позже согласилась продолжить работу в качестве тренера литовских спортсменов выездки в посёлке Яшюны близ Вильнюса.

#### Спортивная дипломатия
Завершила спортивную карьеру в 1960 году и переключилась на судейскую работу. Будучи судьёй международной категории, посетила много стран, участвуя в судействе различных соревнований по выездке.
Когда в международной федерации конного спорта в конце 60-х годов был создан Комитет по выездке, Громова стала в нём первым представителем от СССР. Вместе с Громовой в состав Комитета вошли генерал Нимак, Хорст (Германия) и полковник Густав Ниблеус (Швеция). Контролировал работу комитета президент FEI принц Уэльский Филипп.
Громова внесла ряд поправок и дополнений в международные правила по выездке, что было существенным подспорьем для спортсменов СССР.
Начиная с 1970-х годов Н. Громова активно сотрудничала с журналом «Коневодство и конный спорт», писала отчёты о международных соревнованиях, на которых судила, о работе Комитета FEI по выездке, публиковала методические статьи и т. д.

#### Спортивные рекорды
- 1950 год победа на Всесоюзных соревнованиях по троеборью, присвоение Громовой спортивного звания мастера спорта СССР.
- Н. Громова и Дида несколько раз становились призёрами соревнований по конкуру[13].
- Нина Громова стала первой женщиной, допущенной к участию в стипль-чезе наравне с мужчинами[13].
- В 1950 и 1951 годах вместе с Дидой Громова побеждала и устанавливала рекорды в скачках с препятствиями на 4000 и 6000 м, последний из которых (7,47.7) не побит по сей день[13].

В 1950 году Громова на кобыле Дида участвовала в стипль-чезе на 6000 метров и „объехала“ всех мужчин (в основном это были армейские конники). Она установила новый всесоюзный рекорд, пройдя дистанцию за 7 минут 47,7 секунды. В 1951 году спортсменка, также удачно выступая в стипль-чезе на 4000 метров, снова добилась рекордного результата: дистанция была пройдена ею за 4 минуты 47,5 секунды.— Бегунова А. И. «В звонком топоте копыт...
Прошлое и настоящее советского конного спорта»
- В 1950 и 1951 годах во время празднования Октябрьской революции для прохождения перед Правительственной трибуной была сформирована колонна чемпионов и рекордсменов СССР, в которой Нине Громовой выпала честь представлять конный спорт.
- В 1953 году победа на Чемпионате СССР по выездке (Малый приз)[13].
- В 1956 году единственная женщина в составе команды СССР по выездке на Олимпиаде в Стокгольме[15].

#### Новый рекорд и сотрудничество с БМКК «PRADAR»
В 2016 году Президент Большого Международного Конного Клуба «PRADAR» Вита Козлова стала инициатором проведения при БМКК «PRADAR» фотовыставки, посвящённой Н. Г. Громовой, была переиздана книга Громовой «Лошади и моя Судьба».
В декабре 2016 года Громова стала первым Почётным Президентом Федерации конного спорта России.
7 марта 2017 года Громова в возрасте 95 лет после 25-летнего перерыва вновь села в седло на манеже Большого Международного Конного Клуба «PRADAR».
Статьи с фото Громовой опубликовали Бельгия,
США,
Италия,
Голландия,
Австралия,
Швеция, Франция,
Польша,
Китай,
Ирландия, Мексика, Беларусь
и многочисленные российские СМИ.
В 2017 году по инициативе БМКК «PRADAR» и при поддержке Президента Федерации конного спорта России М. В. Сечиной был возобновлен процесс присвоения Громовой звания Заслуженного мастера спорта, только теперь не СССР, а России. Соответствующее ходатайство в Министерство спорта России было удовлетворено, и 21 июля 2017 года в стенах БМКК «PRADAR» состоялось торжественное присвоение звания, в ходе которого нагрудный знак Заслуженного мастера спорта России Громовой вручил лично Министр спорта Российской Федерации П. А. Колобков. Одновременно состоялась презентация документального фильма Сергея Мирова «Нина Громова», посвящённого судьбе и достижениям спортсменки, в фильм также вошли интервью с Громовой, редкие кадры хроники и фотоснимки из её личного архива.

### Публикации
- Громова Н. Г. Современные требования к выездке // «Коневодство и конный спорт» : журнал. — 1978. — № 7.
- Громова Н. Г. Высшая школа верховой езды // «Коневодство и конный спорт» : журнал — 1990. — № 7.
- Громова Н. Г. Высшая школа верховой езды // «Коневодство и конный спорт» : журнал — 1990. — № 11.
- Громова Н. Г. Высшая школа верховой езды // «Коневодство и конный спорт» : журнал — 1991. — № 1.
- Громова Н. Г. Высшая школа верховой езды // «Коневодство и конный спорт» : журнал — 1991. — № 3.
- Громова Н. Г. Высшая школа верховой езды // «Коневодство и конный спорт» : журнал — 1991. — № 4.
- Громова Н. Г. Слово о лошади : Из истории отечественного конного спорта // «Коневодство и конный спорт» : журнал. — 1992. — № 3.
- Громова Н. Г. Моя работа с лошадью // «Коневодство и конный спорт» : журнал. — 1993. — № 8—9.
- Громова Н. Г. Чемпионат России по выездке / Громова Н., Ушакова Т. // «Коневодство и конный спорт» : журнал. — 1995. — № 3.
- Громова Н. Г. Конный спорт. Методическое пособие по судейству выездки. — М., 1999. — 12 с., ил.
- Громова Н. Г. Методика подготовки стипль-чезной лошади. — М., 1999. — 18 с., ил.

## Награды
Награждена правительственной медалью «За оборону Москвы» за строительство оборонительных укреплений на дальних подступах к Москве (в районе Смоленска) в 1941 году, медалью «70 лет Победы в Великой Отечественной войне 1941—1945 гг.». В 2016 году по инициативе Президента Федерации конного спорта России Марины Владимировны Сечиной была представлена федерацией к награждению Почётным знаком «За заслуги в развитии олимпийского движения в России».

## Громова в искусстве
- «Портрет Н. Г. Громовой» художницы Н. А. Пешковой[69] (1958) получил высокую оценку на выставке в Манеже[35].
- «Громова на Диде» скульптура Р. С. Кирилловой, бронза, выставлялась в Манеже[8].
- Фотовыставка «Девушка. Лошади. Самолёты», полностью посвящённая Нине и Михаилу Громовым[70][71] в стенах Арт-галереи «Конюшня»[70] (открыта 30 января 2016) при БМКК «PRADAR»[36].
- Портрет «Громова с Дидой» художницы Полины Лучановой (2017), созданный к 95-летию Н. Громовой по заказу БМКК «PRADAR», воссоздающий в цвете одно из самых известных чёрно-белых фото-изображений Громовой и её лошади[24].